# لولان
لولان (به چینی: 樓蘭، به انگلیسی: Loulan) یک پادشاهی باستانی بود که در واحه‌ای مهم در امتداد جاده ابریشم قرار داشت. این پادشاهی در قرن دوم پیش از میلاد در لبه شمال شرقی بیابان لوپ شناخته شده بود و اکنون در سین‌کیانگ چین واقع شده است. اصطلاح «لولان» برگرفته از نام اصلی «کروراینا» است و برای اشاره به شهر نزدیک لوپ نور و همچنین خود پادشاهی استفاده می‌شود.
لولان دارای فرهنگ غنی بود که تحت تأثیر فرهنگ‌های مختلف از جمله فرهنگ‌های چینی، هندی و ایرانی قرار داشت. اقتصاد پادشاهی عمدتاً بر تجارت متکی بود و لولان به عنوان یک مرکز مهم در امتداد جاده ابریشم عمل می‌کرد.
دلایل دقیق ناپدید شدن پادشاهی لولان هنوز مشخص نیست. با این حال، عوامل متعددی از جمله تغییرات آب و هوایی، بیابان‌زایی و تغییر مسیر رودخانه‌ها ممکن است در این امر نقش داشته باشند. ویرانه‌های لولان در اوایل سدهٔ بیستم توسط کاشف سوئدی سون هدین دوباره کشف شد. از آن زمان، کاوش‌های باستان‌شناسی بیشتری انجام شده است که منجر به کشف مصنوعات مهمی از جمله دست‌نوشته‌ها، منسوجات و آثار هنری شده است.
در قرن دوم پیش از میلاد یعنی در دوره پیش از هان، لولان به حدی رشد کرده بود که بر منطقه اطراف حوضه تاریم تسلط داشت. شواهد باستان‌شناسی نشان‌دهنده یک فرهنگ پیچیده با اهمیت عمده در تجارت بین آسیای مرکزی و هند است. بازرگانان جنوبی از رشته‌کوه‌هایی مانند قره‌قروم، هیمالیا و هندوکش تا شمال بیابان تکله‌مکان به شهرهای تجاری مهمی مانند لولان و رقیب تجاری آن نیا می‌رفتند. در دوره هان و در سال ۱۰۸ پیش از میلاد، سپاهیان دودمان هان، سپاه پادشاهی لولان را شکست داد و آن را به یک دولت متحد تبدیل کرد. در سال ۷۷ پیش از میلاد، چانگ‌گوی، پادشاه لولان ترور شد و پادشاهی تحت کنترل امپراتوری هان قرار گرفت.

## هویت قومی زبانی

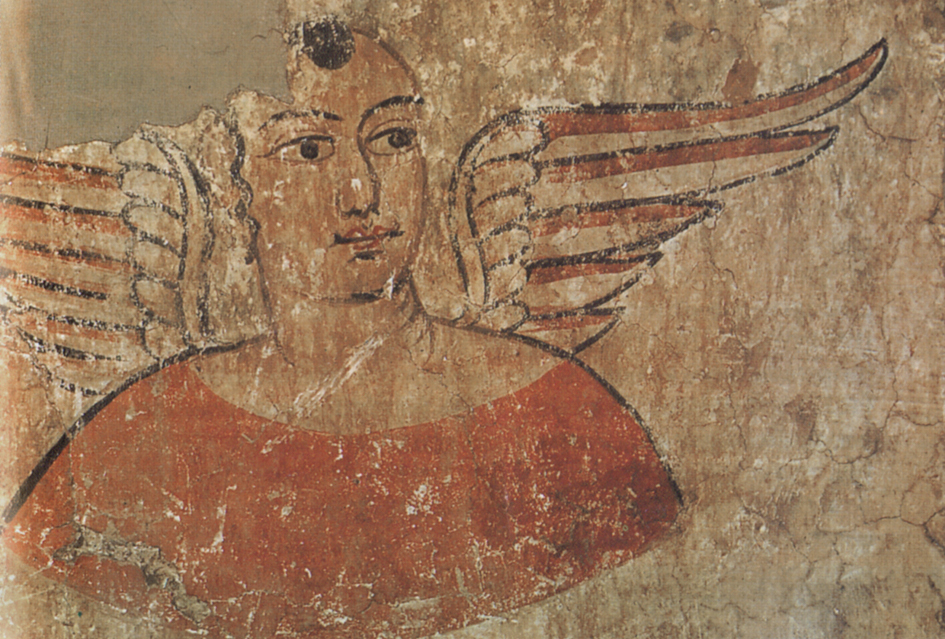
پیکره مرد بالدار، با تأثیرات یونانی‌مآبانه، از نقاشی‌های دیواری با امضای تیتا در لولان میران (سین‌کیانگ)، قرن سوم پس از میلاد.

تصور می‌شود که نخستین ساکنان شناخته شده در لولان از زیرگروه‌هایی از تخاری‌ها بوده‌اند؛ مردمانی هندواروپایی از حوزه تاریم. کاوش‌هایی که در لولان و مناطق اطراف انجام شد، منجر به کشف مومیایی‌های تاریم شده است که گمان می‌رود بقایای این مردم باشد؛ برای مثال مومیایی معروف به «زیبای لولان» که در سال‌های ۱۹۷۹ تا ۱۹۸۰ توسط باستان‌شناسان چینی در قوری‌قول (گوموگو)، تقریباً ۷۰ کیلومتر آن سوتر در غرب-شمال غرب لولان پیدا شد. این مومیایی‌ها قدمتی تا اوایل ۱۸۰۰ پیش از میلاد دارند. با این حال، مطالعات ژنتیکی و پروتئومیک این مومیایی‌ها نشان می‌دهد که این جمعیت محلی از نظر ژنتیکی منزوی بودند اما تحت تأثیر شیوه‌های مردمان همسایه خود قرار داشتند.
زبان رسمی یافت شده در اسناد قرن سوم پس از میلاد در این منطقه زبان گنداری است که با خط خروشتی نگاشته شده است. استفاده از این زبان در لولان و سایر نقاط حوضه تاریم به احتمال زیاد به دلیل میراث فرهنگی امپراتوری کوشان بوده و توسط مهاجران گنداری از امپراتوری کوشان در این مناطق رواج یافته است. همچنین باور بر این است که این مهاجران گنداری آیین بودیسم را به لولان آورده‌اند. گرچه گنداری به عنوان زبان اداری استفاده می‌شد، در اسناد و نوشته‌ها برخی کلمات با منشأ زبان تخاری، یافت می‌شود که نشان می‌دهد بومیان محلی به زبانی تعلق داشته‌اند که با گروه زبان‌های تخاری مرتبط بوده است.
زبان اصلی لولان با نام کرورینی یا "زبان تخاری C" شناخته می‌شود. علت این نام‌گذاری، پیوند آن با دو زبان شناخته شدهٔ تخاری دیگر است. این زبان تا حدودی از طریق حدود صد واژهٔ وام‌گرفته شده و بیش از هزار نام خاص به جا مانده در اسناد پراکریت (که نمی‌توان آنها را به زبان هندی نسبت داد) بازسازی شده است. در سال ۲۰۱۸، اسنادی از لولان که به زبان تخاری C نگاشته شده بودند، منتشر شدند. وجود ارتباطی میان این زبان و تخاری A و B مشهود است، اما نسخه برداری متون در این پژوهش از سوی دیگر پژوهشگران تأیید نشده است.
نام اصلی منطقه لولان به زبان بومی کرورینا یا کروران بوده است. این نام به صورت Loulan 樓蘭 (تلفظ بازسازی شده: *glu-glân در دوره دودمان هان) به چینی نوشته می‌شد که تلفظی از واژه کروران محسوب می‌گردد.  قرن‌ها بعد و در سال ۶۶۴ پس از میلاد، راهب بودایی سلسله تانگ به نام شوان‌زانگ مکانی در لولان به نام «نافوپو» (納縛溥) را ذکر کرد که بنا به پژوهش دکتر هیسائو ماتسودا، آوانگاری شده کلمه سغدی Navapa به معنای «آب جدید» می‌باشد.
در آن دوران جوامع کوچکی از سغدیها، از مردمان ایرانی شرقی، در نقاط مختلف چین ساکن بودند. به ویژه در دوروان (دونهوانگ) در استان گانسو و همچنین تورفان در حوزه تاریم این اقوام حضور داشتند.
اسنادی در لولان یافت شده که نشان می‌دهد در سال ۳۱۳ پس از میلاد، سغدیان در کنار مردمان قبایل هان چینی و تبتی در آن منطقه حضور داشتند. این مسئله گواه بر جمعیت متنوع قومی در لولان است.

## تاریخچه
این پادشاهی پس از آنکه پادشاه آن در سال ۷۷ پیش از میلاد توسط فرستاده دودمان هان به قتل رسید، نامش به شانشان (鄯善) تغییر یافت. با این حال، شهرِ واقع در گوشه شمال غربی دریاچه لوپ نور همچنان نام لولان را حفظ کرد. قلمرو این پادشاهی در برهه‌ای از زمان شامل بخش‌هایی مانند نیا، چارکلیک، میران و چیمو بود. این منطقه از آغاز دودمان هان تا چندین قرن بعد که در نهایت متروکه شد، تحت کنترل متناوب چین قرار داشت. ویرانه‌های لولان در نزدیکی دریاچه خشک شده لوپ نور در استان خودگردان بایینغولین مغول در سین‌کیانگ، واقع شده و کاملاً توسط بیابان احاطه شده است.

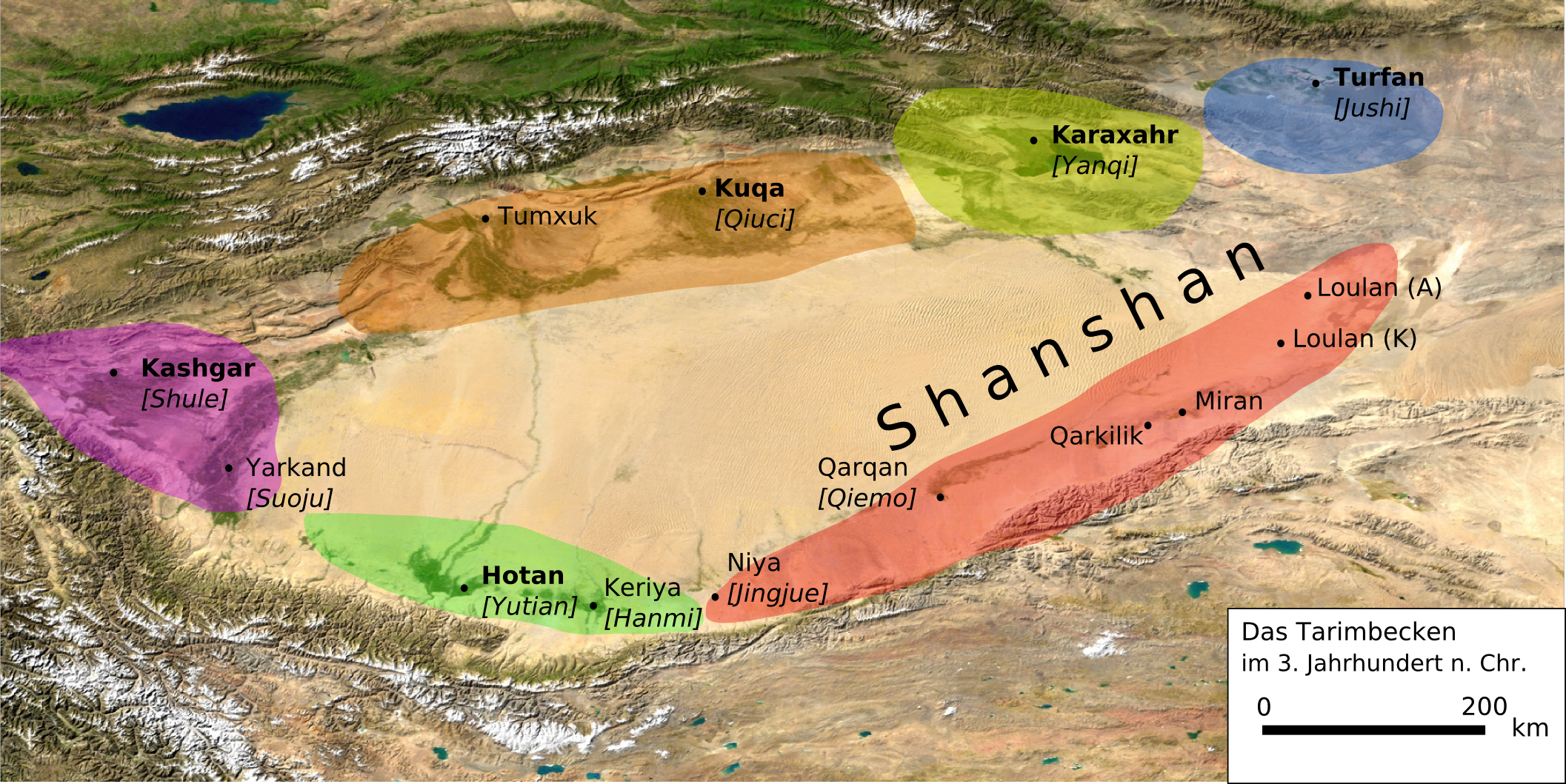
نقشه حوضه تاریم در قرن سوم که دو مکان از شهر لولان، پادشاهی شانشان و ایالت‌های مرتبط را نشان می‌دهد.

## پیش از دودمان هان
تا قرن دوم پیش از میلاد، لولان چنان قدرتمند شده بود که بر منطقه اطرافحوضه تاریم تسلط یافته بود. یافته‌های باستان‌شناسی نشان از یک فرهنگ پیشرفته دارند که نقش مهمی در تجارت بین آسیای مرکزی و هند ایفا می‌کرد. بازرگانان از جنوب از میان رشته‌کوه‌هایی مانند قره‌قروم، هیمالیا و هندوکش به سمت شمال کویر تکله‌مکان می‌رفتند تا به شهرهای تجاری مهمی مانند لولان و رقیب تجاری آن، نیا برسند. این امر با سنگ‌نوشته‌هایی به خط خَروشتی و خط براهمی در امتداد مسیر، مشهود است. این نوشته‌ها همچنین شامل تصاویری از گوتاما بودا هستند که نشان‌دهنده گسترش آیین بودا در مسیر تجاری است. لولان در این مسیر بر سر راه اصلی از دوروان (دون هوانگ) به قورلا قرار داشت که در آنجا به «مسیر شمالی» متصل می‌شد. همچنین، جاده‌ای از مسیر جنوب غربی آن را به مرکز حکومت پادشاهی لولان در شهر وونی در واحه چارکلیک/روئوچیانگ متصل می‌کرد و از آنجا راه به سمت ختن و یارکند ادامه می‌یافت.
لولان، شهری باستانی در نزدیکی دریاچه نمک لوپ نور، محل کشف مومیایی‌هایی با قدمت ۳۸۰۰ سال است. این مومیایی‌ها که با نام «مومیایی‌های تاریم» شناخته می‌شوند، با پوست روشن و موهای بور، نشان‌دهنده وجود جوامع کهن در این منطقه هستند. بررسی‌های ژنتیکی نشان می‌دهد که این مردمان احتمالاً از اقوام بومی منطقه بوده‌اند که تحت تأثیر فرهنگ دامداری و کشاورزی همسایگان خود قرار گرفته بودند. کشف پنبه (از غرب) و ابریشم (از شرق) در پوشش این مومیایی‌ها، اهمیت تجاری لولان را در گذشته تأیید می‌کند.

## لولان در دوران هان

### اوایل سلسله هان

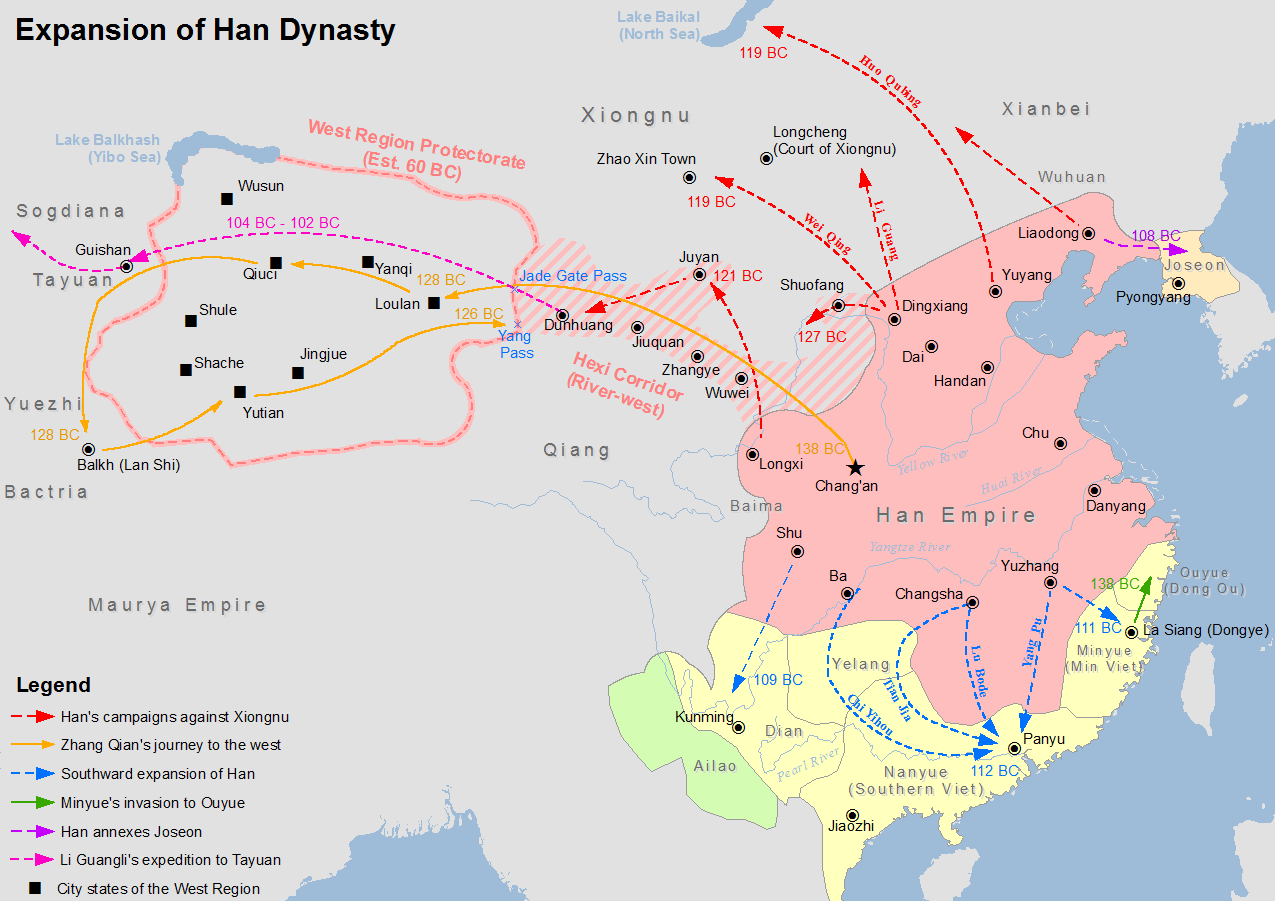
کروران و چندین مملکت بیابانی هند و اروپایی دیگر به عنوان حامی منطقه غربی هان.

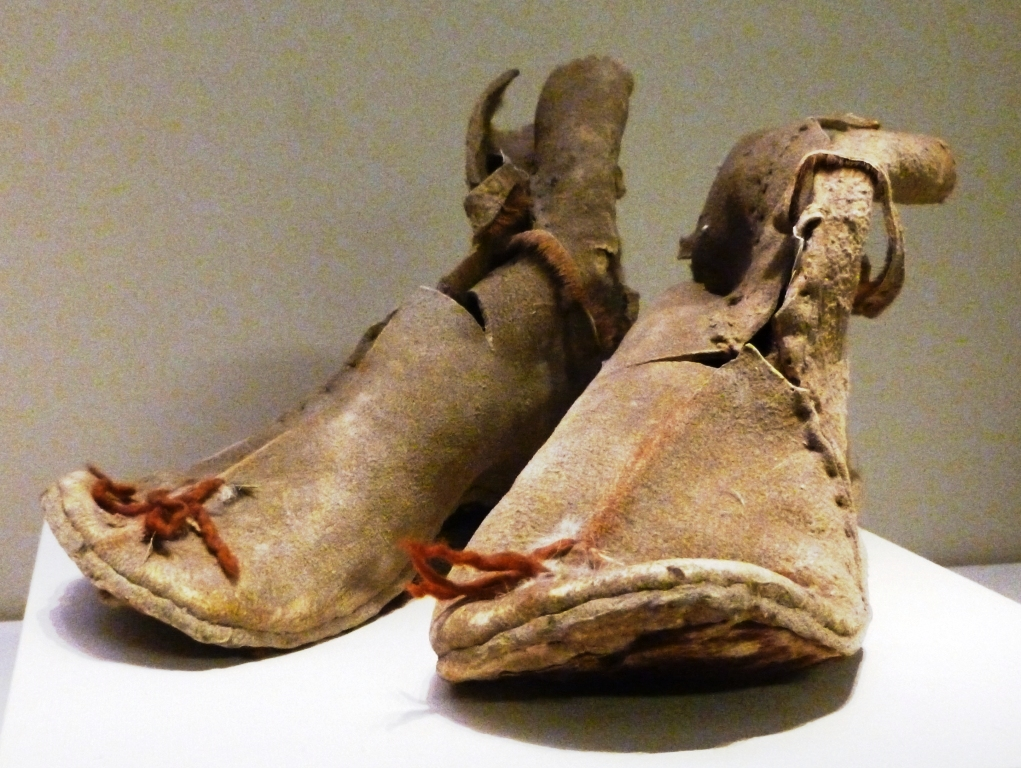
چکمه‌های چرمی از لولان. دودمان هان ۲۲۰ قبل از میلاد - ۸ پس از میلاد.

در کتاب هان، تعاملات بین لولان و سلسله هان (۲۰۶ پیش از میلاد تا ۲۲۰ میلادی) با جزئیات شرح داده شده است. در قرن دوم پیش از میلاد، امپراتور وو از هان قصد داشت روابط خود را با فرغانه گسترش دهد، اما فرستادگان او توسط مردم لولان و پادشاهی «گوشی» مورد آزار و اذیت قرار می‌گرفتند. در سال ۱۰۸ پیش از میلاد، سپاه هان به لولان حمله کرد و پادشاه آن را مجبور به پرداخت باج به چین نمود. پس از این واقعه، شیونگ‌نو نیز به لولان حمله کردند و پادشاه برای حفظ امنیت خود، یکی از پسرانش را به عنوان گروگان به شیونگ‌نو و دیگری را به دربار هان فرستاد. این اقدامات محافظه‌کارانه نشان‌دهنده موقعیت راهبردی لولان بین قدرت‌های بزرگ آن زمان است.
در کتاب هان آمده است که امپراتور به فرمانده «جن ون» دستور داد تا پادشاه لولان را دستگیر کرده و به پایتخت بیاورد. پادشاه در دفاع از خود اظهار داشت که لولان دولتی کوچک بین قدرت‌های بزرگ است و برای حفظ امنیت خود مجبور به تسلیم در برابر هر دو طرف شده است. او همچنین تمایل خود را برای تغییر قلمرو پادشاهی و پیوستن به هان ابراز کرد.

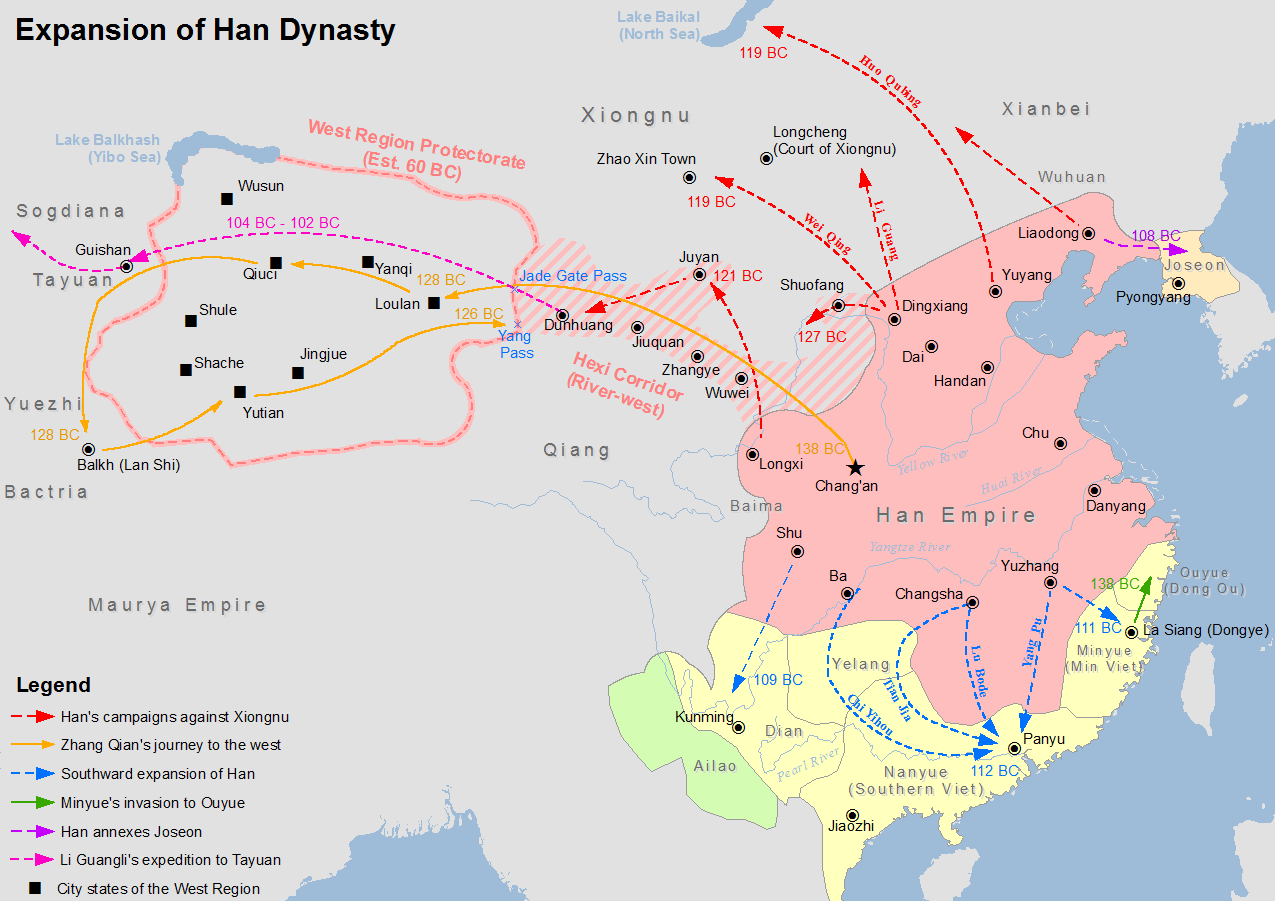
کروران (لولان) و چندین مملکت بیابانی هند و اروپایی دیگر به عنوان حامی منطقه غربی هان.

امپراتور هان پس از آزادی پادشاه لولان، پسر او را به عنوان گروگان نگه داشت. پس از مرگ پادشاه، دربار لولان درخواست بازگشت پسر و وارث او را کرد، اما امپراتور به دلیل علاقه‌ای که به شاهزاده پیدا کرده بود، او را آزاد نکرد و پیشنهاد داد که پسر دیگری در لولان به تخت سلطنت بنشیند. در این میان، شیونگنو شاهزاده دیگری از لولان را که پیشتر به عنوان گروگان نزد آن‌ها بود، به این شهر بازگرداند تا بر تخت سلطنت بنشیند. اما دربار هان از این موضوع ناراضی بود و از پادشاه جدید خواست تا در دربار هان حاضر شود. پادشاه جدید با توصیه همسرش از این کار امتناع کرد.
در سال ۷۷ پیش از میلاد، پس از کشته شدن چندین فرستاده هان در لولان، یک هیئت چینی با هدف ترور پادشاه لولان به این شهر اعزام شد. فو جیه‌زی، یکی از اعضای این هیئت، با ترفندی توانست وارد قصر شود و پادشاه را به قتل برساند. پس از این واقعه، برادر کوچکتر پادشاه به سلطنت رسید و دربار هان کنترل بیشتری بر لولان اعمال کرد. این شهر مجبور شد نام خود را به شانشان تغییر دهد.
به دلیل موقعیت راهبردی لولان در مسیر ارتباطی چین با غرب، این شهر در دوران سلسله هان همواره مورد مناقشه بین چینی‌ها و شیونگنو بود. این درگیری‌ها تا قرن دوم میلادی ادامه داشت.

### شانشان

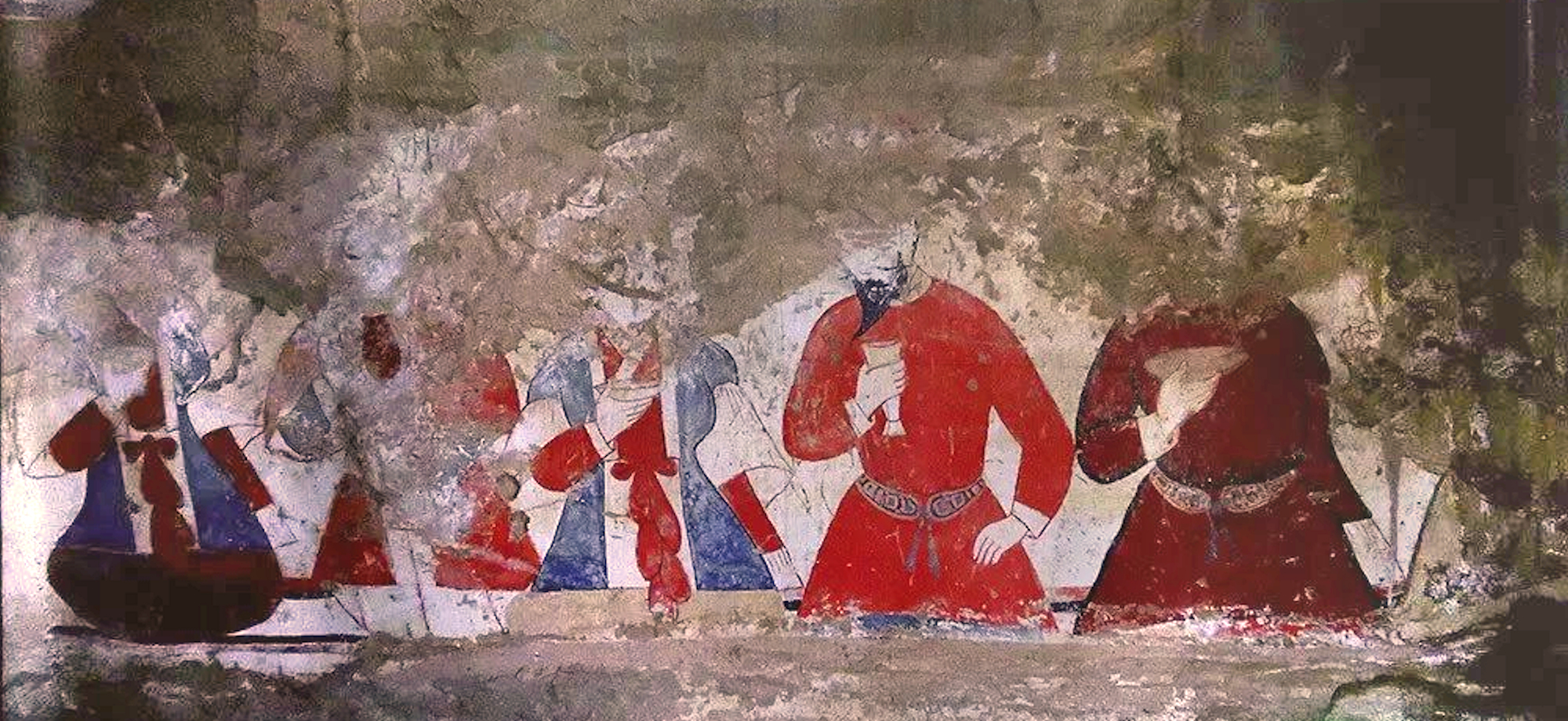
نقاشی دیواری مقبره لولان، ۲۲۰–۴۲۰ م. موزه لولان

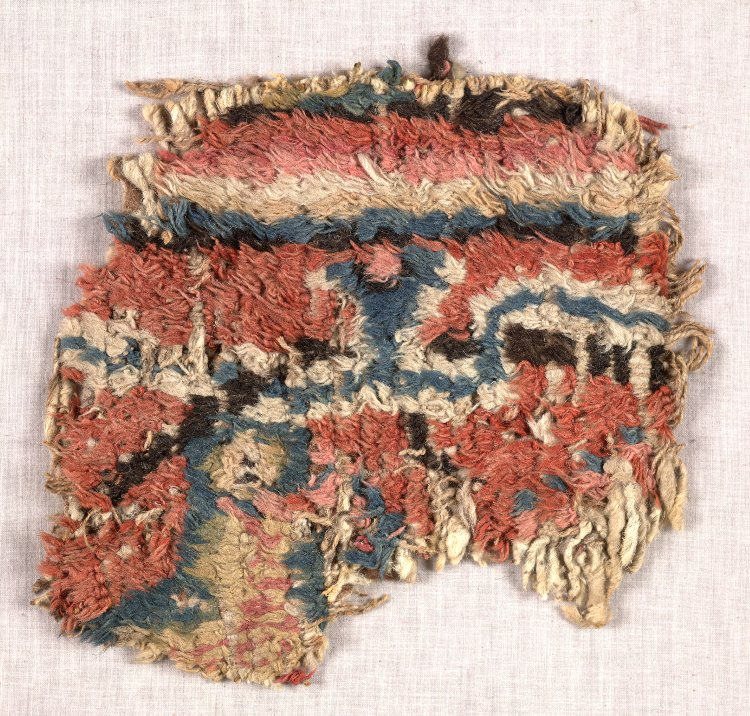
تکه‌ای از فرش که توسط اورل استاین در یک گودال زباله در لولان کشف شد. قرن ۳–۴.

پس از تسلط سلسله هان، پادشاهی شان‌شان (لولان سابق) به یک دولت وابسته به چین تبدیل شد. پادشاه جدید از ترس انتقام‌جویی پسران پادشاه مقتول، از هان درخواست کرد تا نیروهایی را در منطقه مستقر کند. این امر به استقرار نیروهای نظامی چین و تأسیس یک دفتر فرماندهی در منطقه منجر شد. برخی از شهرهای اطراف، مانند چرمو و نیا، بعدها به شان‌شان ضمیمه شدند. اگرچه نام رسمی این پادشاهی به شان‌شان تغییر یافت، اما مردم محلی همچنان از نام کروران برای این منطقه استفاده می‌کردند.
کنترل چین بر لولان متناوب بود و در دوره‌هایی که چین ضعیف می‌شد، لولان مستقل عمل می‌کرد. در سال ۷۳ میلادی، بان چائو، افسر ارتش هان، با کشتن فرستادگان شیونگنو و تقدیم سرهای آن‌ها به پادشاه شان‌شان، این پادشاهی را بار دیگر تحت سلطه چین درآورد. این اقدام، گامی مهم در تثبیت کنترل چین بر مسیر جاده ابریشم بود. در سال‌های بعد، مستعمرات نظامی دیگری در لولان تأسیس شد و این شهر به ارسال خراج به چین ادامه داد.
لولان در سال ۳۳۰ میلادی، احتمالاً به دلیل تغییر مسیر رودخانه تاریم و کمبود آب، متروکه شد. پادگان نظامی به منطقه دیگری منتقل شد، اما قلعه یینگپان تا زمان سلسله تانگ همچنان تحت کنترل چین باقی ماند. در پی حمله‌ای در سال ۴۴۲ میلادی، پادشاه شان‌شان به همراه نیمی از مردم خود به چرمو گریخت و حاکمیت شان‌شان به چرمو منتقل شد. در سال ۴۴۵، شان‌شان خود را تسلیم سلسله وی شمالی کرد.
در پایان قرن ششم، سلسله سوئی شهر شان‌شان را احیا کرد. اما در قرن پنجم، حملات پیاپی اقوام کوچ‌نشین مانند تویوهون، خاقانات روران و دینگ‌لینگ باعث ویرانی تدریجی این منطقه شد. در حدود سال ۶۳۰ میلادی، در آغاز دوران تانگ، شانفوتو مردم باقی‌مانده شان‌شان را به هامی هدایت کرد.
شوان‌زانگ، زائر بودایی، در سال ۶۴۴ میلادی هنگام بازگشت از هند به چین از این منطقه گذشت و در گزارش خود از شهری خالی از سکنه در لولان یاد کرد.

## گزارش‌های تاریخی از لولان

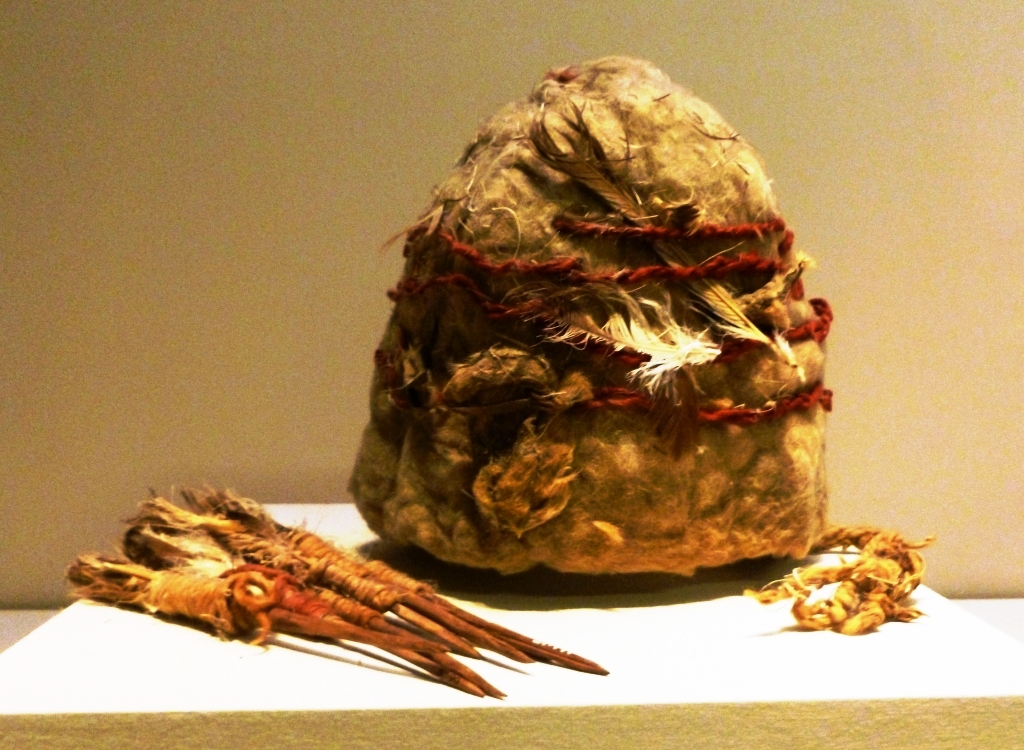
کلاه نمدی و پَر از لولان. اوایل سلسله هان ۲۰۲ پیش از میلاد - ۸ پس از میلاد

در کتاب هان، فرستادگان این سلسله لولان را منطقه‌ای ضعیف و آسیب‌پذیر توصیف کرده‌اند. جمعیت این شهر حدود ۱۴ هزار نفر بوده که تنها ۲۹۱۲ نفر از آن‌ها توانایی جنگیدن داشته‌اند. همچنین، این منطقه به داشتن زمین‌های شنی و شوره‌زار با منابع آبی محدود و پوشش گیاهی اندک توصیف شده است. مردم لولان برای تأمین معاش خود به دامداری و کشاورزی در زمین‌های اطراف وابسته بودند و از الاغ، اسب و شتر استفاده می‌کردند.
در کتاب دیگری به نام «تفسیر کتاب آب‌ها»، آمده است که ژنرال سو مای با احداث سد بر روی رودخانه ژوبین (احتمالاً رودخانه کایدو) توانست زمین‌های کشاورزی لولان را آبیاری کند و به افزایش قابل توجه محصولات در این منطقه کمک نماید.
زائر بودایی، فاکسیان، که در سال ۳۹۹ در مسیر خود به هند در شانشان اقامت داشت، دربارهٔ این سرزمین چنین توصیف می‌کند:
نقل قول:
"[سرزمینی] ناهموار و کوهستانی، با خاکی نازک و بایر. پوشاک مردم عادی ساده هستند مانند آنچه در سرزمین هان می‌پوشند؛ گروهی نمد و برخی دیگر پارچه پشمی زبر یا مویین بر تن دارند - این تنها تفاوت دیده شده میان آنها بود. پادشاه قانون [بودا] را تبلیغ می‌کرد و حدود چهار هزار راهب در آن سرزمین حضور داشتند که همگی پیرو شاخه هینایانا در آیین بودا بودند. مردم عادی این قلمرو و دیگر قلمروهای [آن منطقه]، و همچنین راهبان بودایی همگی بر اساس رسوم هند عمل می‌کنند اما راهبان دقیق‌تر و مردم عادی با سهل‌گیری بیشتری [احکام را به‌جا می‌آورند.]" گزارش سرزمین‌های بودایی ترجمه جیمز لگ}}
داستان کوتاه تاریخیِ معروف تحت عنوان «لولان» از نویسنده برجسته ژاپنی، یاسوشی اینوئه، جریان مداوم تغییر حکومت در این منطقه و نحوه رویارویی ساکنان آن با مهاجمان چینی و کوچ‌نشین در طول تاریخ نسبتاً کوتاه لولان را شرح می‌دهد.

## باستان‌شناسی

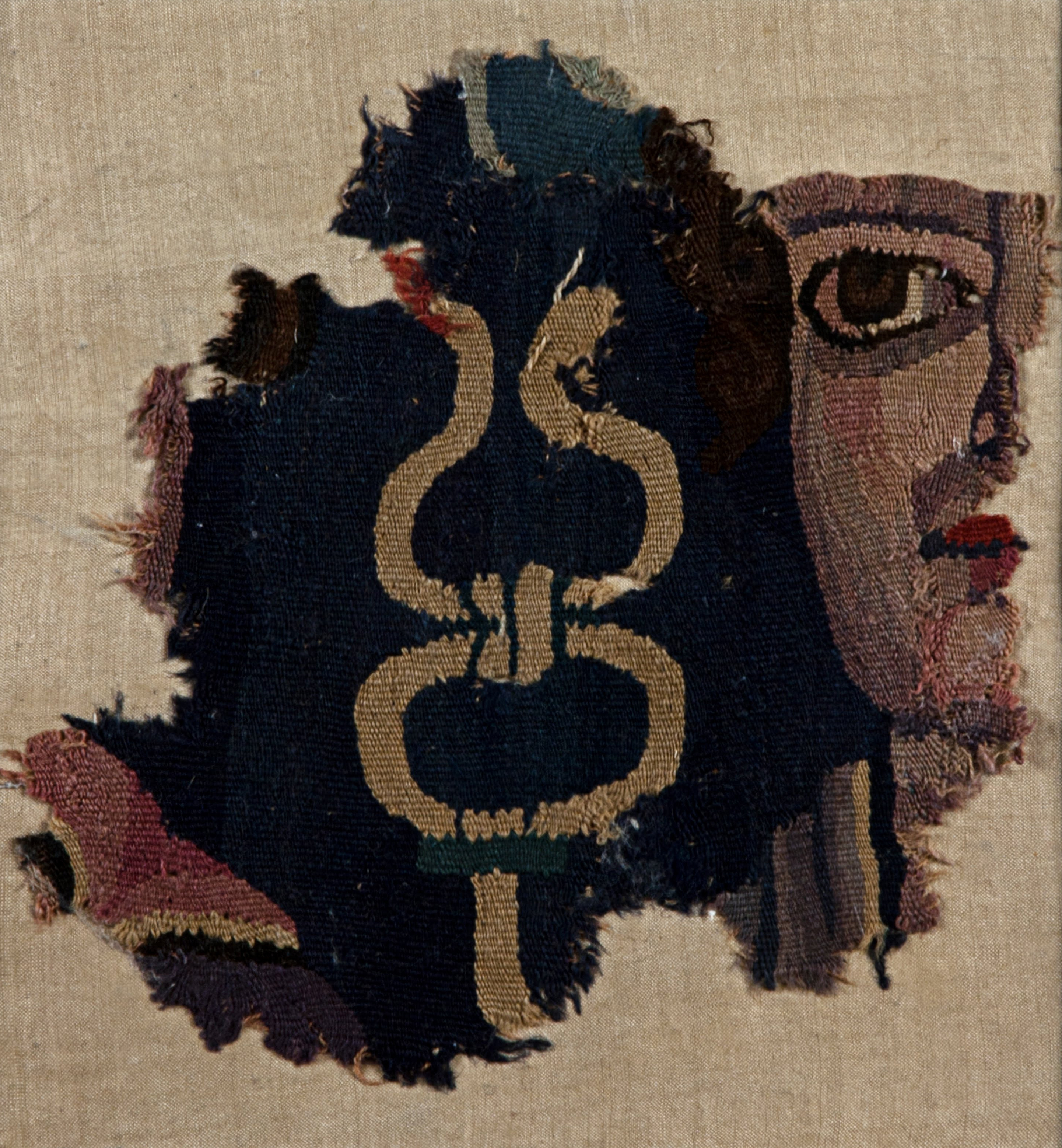
چهره یک مرد با عصای چاوش ۲۰۰–۴۰۰ پس از میلاد. این عصا خدای یونانی هرمس را تداعی می‌کند.

### سون هدین
شهر ویران‌شده لولان توسط سِوِن هدین کشف شد. او خانه‌هایی را در این ناحیه مورد کاوش قرار داد و یک لوح چوبی به خط خروشتی و تعدادی نسخه خطی چینی از دوره خاندان جین غربی (۴۲۰–۲۶۶ میلادی) پیدا کرد. این دست‌نوشته‌ها نشان می‌داد که نام محلی منطقه به خط خروشتی «کروران» بوده اما در زبان چینی باستان به صورت «لو-لان» تلفظ می‌شده است. هدین همچنین این احتمال را مطرح کرد که دلیل متروکه شدن لولان ممکن است تغییر مسیر رودخانه تاریم و در نتیجه خشک شدن دریاچه لوپ نور بوده باشد.

### اورل اشتاین
اورل اشتاین در سال‌های ۱۹۰۶ و ۱۹۱۴ در پیرامون دریاچه خشک شده لوپ نور کاوش‌های دیگری انجام داد و مناطقی زیادی را در این بخش شناسایی کرد. او برای نام‌گذاری این محوطه‌ها از حرف L (مخفف لولان) و سپس یک حرف انگلیسی به ترتیب (از A تا T) بر اساس قدمت تاریخی بازدید از مناطق استفاده نمود. اشتاین در کاوش‌هایش آثار ارزشمند بسیاری شامل اسناد، قطعه‌ای از فرش با پرزهای پشمی، ابریشم زرد و کنده‌کاری‌های چوبی بر اساس اسلوب معماری گنداره (هنر بودایی که بین قرن‌های اول پیش از میلاد تا هفتم بعد از میلاد در شمال غرب شبه قاره هند رواج داشته است) را کشف کرد.
- L.A. – سکونتگاهی محصور، واقع در شمال دریاچه. این شهر دارای دیوار مستحکمی از جنس خاک‌فشرده و پوشال بوده و ابعاد تقریبی هر ضلع آن بیش از ۳۰۰ متر و ضخامت قاعده دیوار حدود ۶ متر است. در این سکونتگاه یک استوپای بزرگ (ساختمان گنبدی شکل بودایی) و نیز چند بنای اداری قرار دارند که دال بر اشغال طولانی مدت منطقه هستند. معمولاً تصور می‌شود L.A. همان شهر لولان بوده است.
- L.B. – محوطه‌ای شامل استوپاها واقع در ۱۳ کیلومتری شمال غربی L.A.

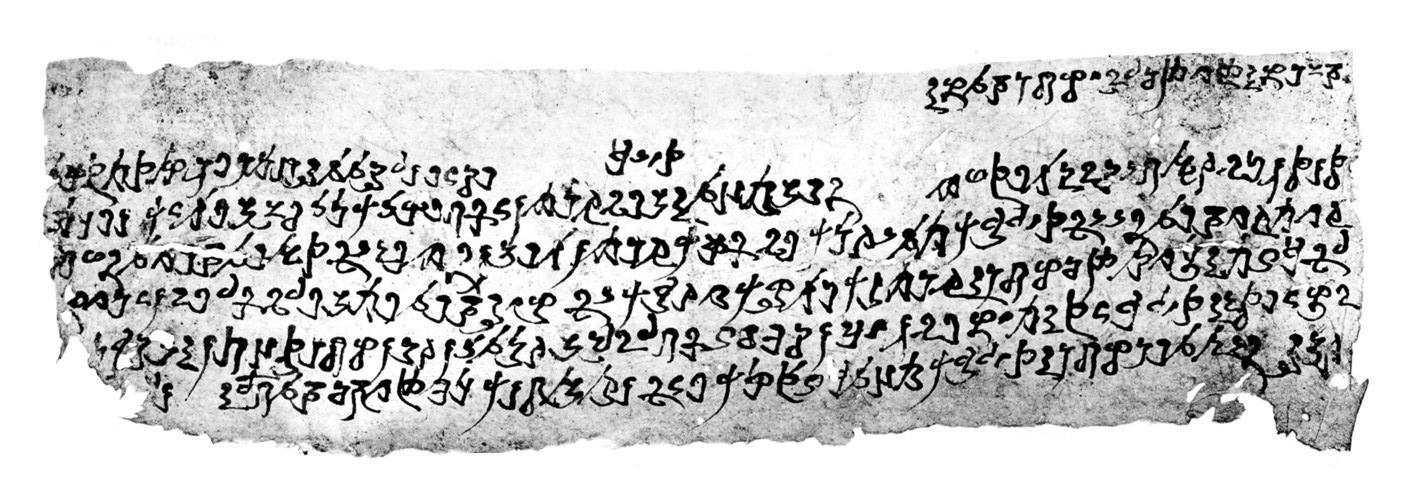
سند خروشتی در لولان توسط اورل اشتاین یافت شد

- L.E. – شهری مستحکم که در ۳۰ کیلومتری شمال شرق L.A. واقع شده است. این محوطه تنها شهرک شناخته شده منطقه بود که دروازه ورودی آن رو به جهت شمال ساخته شده بود. از آنجایی که در متون چینی متعلق به دوره سلسله هان در شرح ماجرای سوءقصد به جان پادشاه لولان به وجود دروازه‌ای در شمال اشاره شده است، این احتمال مطرح می‌شود که در قرن اول پیش از میلاد و پیش از تسلط چینی‌ها، L.E. پایتخت لولان بوده باشد. هرچند نظریهٔ مخالفی نیز بیان می‌کند که دروازه شمالی، نه به لولان، بلکه به چانگ‌آن (پایتخت سلسله هان غربی) اشاره دارد. L.E. تا اواخر قرن سوم پس از میلاد همچنان مسکونی بوده است.
- L.F. – واقع در ۱۰ کیلومتری شمال غربی L.A. که شامل بقایای چند ساختمان و یک گورستان است. باستان شناسان در جریان کاوش این منطقه پیکر مرد جوانی را در یک تابوت چوبی کشف کردند. متوفی کلاهی نمدی به سر داشته و چکمه‌های چرمی به پا داشته و یک پتوی پشمی او را پوشانده بود. دسته ای از شاخه‌های گیاه ریش بز در کنار او قرار داده شده بود که روشی مشابه به بسیاری از خاکسپاری‌های قدیمی‌تری است که در منطقه یافت شده است.
- L.K. – شهری محصور، در غرب دریاچه که تنها یک ورودی در دیوار شهر داشته است. برخی از باستان شناسان این محوطه را هیتو شناسایی کرده‌اند.
- L.L. – یک قلعه مستحکم واقع در ۵ کیلومتری شمال غربی L.K. که از نظر ساختاری به آن شبیه اما از نظر ابعاد کوچک‌تر است.

### یافته‌های باستان‌شناسان چینی، ۱۹۷۹–۱۹۸۰

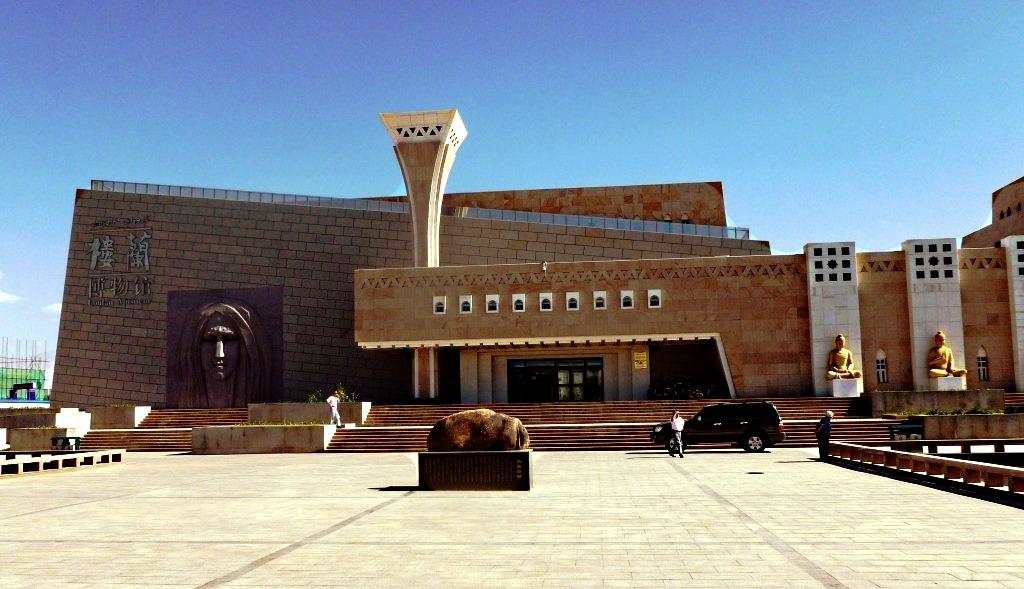
موزه لولان، چارکلیک

در سال‌های ۱۹۷۹ و ۱۹۸۰ میلادی، با حمایت شعبه شین جیانگ و آکادمی علوم اجتماعی چین، سه هیئت باستان‌شناسی کاوش‌هایی را در لولان انجام دادند.
این بررسی‌ها به کشف کانالی به عمق تقریبی ۱۵ فوت (۴٫۶ متر) متر و عرض ۵۵ فوت (۱۷ متر) متر منجر شد که از شمال غرب به جنوب شرق از میان محوطه لولان می‌گذشته است. همچنین یک استوپای (ساختمان گنبدی‌شکل بودایی) خاکی به ارتفاع ۳۲-فوت (۹٫۸-متر) کشف شد؛ و ساختمانی به طول ۴۱ فوت (۱۲ متر) و عرض ۲۸ فوت (۸٫۵ متر) که ظاهراً مربوط به یکی از مقامات چینی بوده و شامل ۳ اتاق می‌شده و توسط ستون‌های چوبی پشتیبانی می‌شده است. کاوشگران از منطقه ۷۹۷ شیء از قبیل ظروف چوبی، اشیاء برنزی، جواهرات، سکه‌ها، و ابزار سنگی مربوط به دوره پارینه‌سنگی میانی را نیز گردآوری کردند
سایر یافته‌های کشف شده در سال ۲۰۰۳ از این ناحیه شامل مومیایی‌های بیشتر، محوطه‌های خاکسپاری، چوب‌های گیاه افدرا، یک دست‌بند ساخته شده از ریسمان‌های به هم بافته شده که سنگی از جنس یشم درون آن قرار داده شده، یک کیسه چرمی، یک لنگ از جنس پشم، ماسک چوبی رنگ شده به رنگ قرمز با بینی و دندان‌های بزرگ، تابوت‌های قایق شکل، تیر و کمان، و یک سبد حصیری می‌باشد.